# Bent Børgesen
Bent Børgesen (født 8. august 1931 i København, død 21. juli 2011) var en dansk skuespiller og lydbogsindlæser, bedst kendt for sin titelrolle i Draculas ring (1978), som var verdens første tv-serie om den berømte vampyrgreve.
Børgesen blev uddannet på Det Ny Teaters Elevskole i 1954 og var bl.a. tilknyttet Fiolteatret.

## Filmografi
- Mariannes bryllup (1958)
- Sikke'n familie (1963)
- Ta' det som en mand, frue (1975)
- Strømer (1976)
- Hodja fra Pjort (1985)

### Tv-serier
- En by i provinsen (1977-1980)
- Fiskerne (1977)
- Draculas ring (1978)
- Charlot og Charlotte (1996)
- Forbrydelsen (2007)

## Lydbøger i udvalg
- John Smith og andre fortællinger skrevet af  Stephen Leacock (1967)
- Rend mig i traditionerne skrevet af Leif Panduro (1971)
- Skrækkens ABC skrevet af Erwin Neutzsky-Wulff (1994)
- Hannibal skrevet af Thomas Harris (2000)